# Mathurin Le Bret
Pour les articles homonymes, voir Lebret.
Mathurin Le Bret est un religieux et théologien français du XVIe siècle.

## Biographie
Religieux, il fait profession à l'Église des Cordeliers de Laval, dans les premières années du XVIe siècle. Suivant Luc Wadding, Mathurin Lebret eut à peine achevé ses études, qu'il fut nommé régent. Il professa tour à tour, pour lui, la philosophie et la théologie dans différentes maisons de son ordre. Il s'agissait d'un prédicateur. Guillaume Le Doyen, qui l'entendit prêcher le carême à Laval, en 1523, en parle. 
Il professait la théologie à l'université d'Angers, lorsqu'il publia les deux ouvrages suivants: 
- Mathurini Lebret, ordinis minorum, Lectura in primum et secundum librum Sententiarum Scoti, dicta parvus Scotus Lavallensis ; Andegavi, Glem. Alexandre, 1528, in-4
- Lectura in quartum librum Sententiarum Scoti, 1528, in-4.